# 스페인계 미국인
스페인계 미국인 또는 에스파냐계 미국인(Spanish Americans)은 미국 시민이나 거주자 중 스페인 계열 민족과 연관성이 있는 사람을 말한다. 특히, 중남미 출신의 히스패닉과 구별하여 유럽 본토의 스페인계 후손들만 가리키는 용어로도 사용된다.

## 기원
대부분의 스페인계 미국인은 라틴 아메리카 출신의 이민자이거나 그들의 후손이다. 5명중 3명 정도가 멕시코 계통인데, 이들은 주로 서부와 남서부에 살고 있으며, 특히 캘리포니아와 텍사스에 많이 거주한다. 멕시코로부터의 이민은 1900년대 초기에 대규모로 시작되었다. 그들 대다수는 미국의 철도 회사나 광산 회사 또는 농장 소유주가 일손을 구할 때 합법적으로 입국하였다. 그러나 오늘날 대다수의 멕시코 인과 라틴 아메리카 인들은 자국에서의 생활이 어려워지자 더 나은 생활을 찾기 위해 밀입국하고 있다.
또 하나의 스페인계는 미국의 자치령인 푸에르토리코 출신의 이민들로 그들은 미국 시민권을 가지고 있다. 수많은 푸에르토리코 인들은 1945년부터 미국에 들어오기 시작하여 그 대부분이 뉴욕 시에 정착하고 있다.
피델 카스트로가 쿠바에 사회주의 정부를 수립한 후, 1960년대에 스페인어를 사용하는 사람들의 세 번째 물결이 미국으로 밀려들어왔다. 그들 대다수는 플로리다에 자리를 잡았다.

## 스페인 문화
미국은 종종 여러 인종이 뒤섞인 '인종의 도가니'라고 불린다. 전 세계에서 수백만 명의 이민들이 들어와 영어와 앵글로 아메리카 문화를 받아들여 이 새 나라에 동화되기 때문이다. 그러나 이제 미국인들은 자기 출신지의 문화적 특색을 보존하는 데 긍지를 느낀다. 예를 들면 대개의 스페인계 사람들은 스페인어뿐만 아니라 영어도 사용한다. 그러나 그 중 약 반 정도가 집에서는 스페인어만 사용한다. 휴스턴, 로스앤젤레스, 마이애미 같은 도시에는 스페인어 신문 및 스페인어 라디오와 텔레비전 방송국이 있다. 
스페인계 주민들은 그 밖의 여러 면에서 다른 미국인들과 다르다. 스페인계 사람의 평균 연령은 24세로 전 인구의 31세에 비해 상당히 낮다. 계속되는 이민과 높은 출생률로 스페인계 미국인들의 인구는 급격히 증가하고 있는 실정이다. 1987년 미국 인구 조사국은 스페인계 인구가 1980년~1987년 사이에 30%나 증가하여 대략 1880만 명에 이른다고 발표하였다.
스페인계 미국인은 가족 간의 유대가 강하다. 그들은 뚜렷하게 한정된 지역에 강한 생활공동체를 이루며 그 속에서 살고 일하기를 좋아한다. 거의 대부분의 사람들이 그러한 지역의 학교에서는 영어가 아닌 스페인어가 제1언어가 되어야 하다고 생각한다.
경제적으로 스페인계 가족의 소득은 미국인들보다 낮은 편이다. 스페인계 미국인의 약 85%가 도시에 사는데 이들은 대체로 공공 의료 시설이나 혜택이 적은 지역에 산다. 그래서 그들은 교육, 주거, 직업에서 차별을 받고 있다고 주장한다.
1965년에 노동 조합의 조직자인 시저 차베스(1927년생)는 노동 조합을 인정하지 않으려는 캘리포니아의 포도 경작주에 대해 노동 쟁의를 일으켰다. 그는 스페인계 농장 노동자들로 구성된 노동 조합을 조직하여 포도 경작주들로부터 임금과 노동조건을 크게 개선시키는 데 성공하였다. 다른 멕시코계 미국이들도 성공적인 운동을 벌여 책임자의 지위를 획득하였다.

## 영향력
미국 내에서 스페인계 주민들의 숫자가 점점 증가하자 미국의 상당수의 텔레비전 방송국에서는 아예 자신들이 운영하는 프로그램에 스페인어 자막을 실어서 방송하고 있다. 또한 각종 공산품에도 설명서에 영어와 스페인어 설명서를 동봉하고 있다.

## 이주민 비율
- 캘리포이아와 남서부: 48.8%
- 남부: 25.8%
- 중서부: 10.2%
- 북동부: 15.2%

## 같이 보기
- 스페인인
- 히스패닉
- 카탈루냐계 미국인
- 바스크계 미국인
- 아스투리아스계 미국인
- 카나리아계 미국인

## 참고 서적
- LANDS&PEOPLE 중앙교육연구원(주) 4. 북아메리카, 중앙아메리카